# Wilhelm Piec
Wilhelm Piec, noto anche come Jerzy Piec (Świętochłowice, 2 novembre 1915 – Świętochłowice, 4 aprile 1954), è stato un calciatore polacco, di ruolo centrocampista.

## Carriera
Fratello minore del più noto Ryszard Piec. Fece parte della Nazionale polacca, venne selezionato come riserva ai Giochi Olimpici del 1936 e partecipò ai Mondiali del 1938.